# Sofía Medina de López Villa
Sofía Medina de López Villa (Yolombó, Antioquia, 1935-Bogotá, 27 de septiembre de 2017) fue una política, abogada y funcionaria del sector oficial colombiana. Se desempeñó como alcalde de Medellín (1976-1977) en el departamento de Antioquia, fue la primera y hasta ahora la única mujer en ocupar dicho cargo.

## Biografía
Proveniente de una familia oriunda del municipio de Yolombó y familiar del secretario de gobierno de Medellín del periodo (2016 - 2019), Santiago Gómez Barrera.  Fue madre de dos niños, su familia se quedó en Bogotá mientras ella administraba la segunda ciudad del país. Sofía Medina pasó gran parte de su infancia en el municipio de Yolombó, al momento de iniciar su vida académica acudió a la Facultad de Derecho de la Universidad de Antioquia, donde obtuvo el título de Abogada. Dentro de las curiosidades de su vida se cuenta que era seguidora del deporte y especialmente del equipo Deportivo Independiente Medellín. En enero del 77 a pesar de las advertencias de que una mujer no debía presidir una corrida porque le traía mala suerte al torero, Sofía desafió el agüero y fue la primera en la historia del país en hacerlo.
Como homenaje y como recordación de su nombre entre las presentes y futuras generaciones de la ciudad de Medellín, el Paseo Bolívar (actualmente en construcción) llevará su nombre.

## Carrera política
Trabajó como jueza de Itagüí, concejala de Medellín, agente fiscal de Antioquia, representante a la Cámara y asesora jurídica del Ministerio de Obras Públicas. Siendo representante a la Cámara fue poniente del proyecto de ley número 166 "por la cual se ordena la creación de una Escuela de Artes y Oficios en San Joaquín, Santander." 
En septiembre de 1976, el presidente Alfonso López Michelsen , miembro del Partido Liberal colombiano , nombró a Sofía Medina de López, miembro del Partido Conservador colombiano , como el nuevo alcalde de Medellín. A pesar de sus diferentes afiliaciones políticas , el presidente López Michelsen eligió a Medina de López porque su Partido Conservador dominaba tanto el gobierno del estado del Departamento de Antioquia como la ciudad de Medellín en ese momento.
Se distinguió al intensificar los operativos de seguridad, con lo que desmanteló las primeras "casitas de vicio" y llevó a muchos a estrenar la cárcel Bellavista que recién había abierto sus rejas. Además su gestión logró gran parte del presupuesto para la realización de los XIII Juegos Centroamericanos y del Caribe de 1978, firmó la escritura para la edificación de la Terminal de Transportes del Norte, construyó seis puentes sobre el río Medellín, el segundo plan de urbanismo que comprendía 43 parques y promovió la construcción del anfiteatro que para aquel entonces sería el más moderno de Suramérica.
Medina de López renunció a su cargo en julio de 1977 debido a una disputa con el gobierno nacional.